# Conquista de Túnis (1574)
A Conquista de Tunes (português europeu) ou Túnis (português brasileiro) em 1574 terminou a disputa entre o Império Otomano e o Império Espanhol. Foi um acontecimento de grande significado que decidiu o domínio otomano do Norte de África nos séculos seguintes. Nela participou Mulei Moluco pelo lado turco, e esta foi uma das razões que levou à intervenção de D. Sebastião em Marrocos.

## Antecedentes

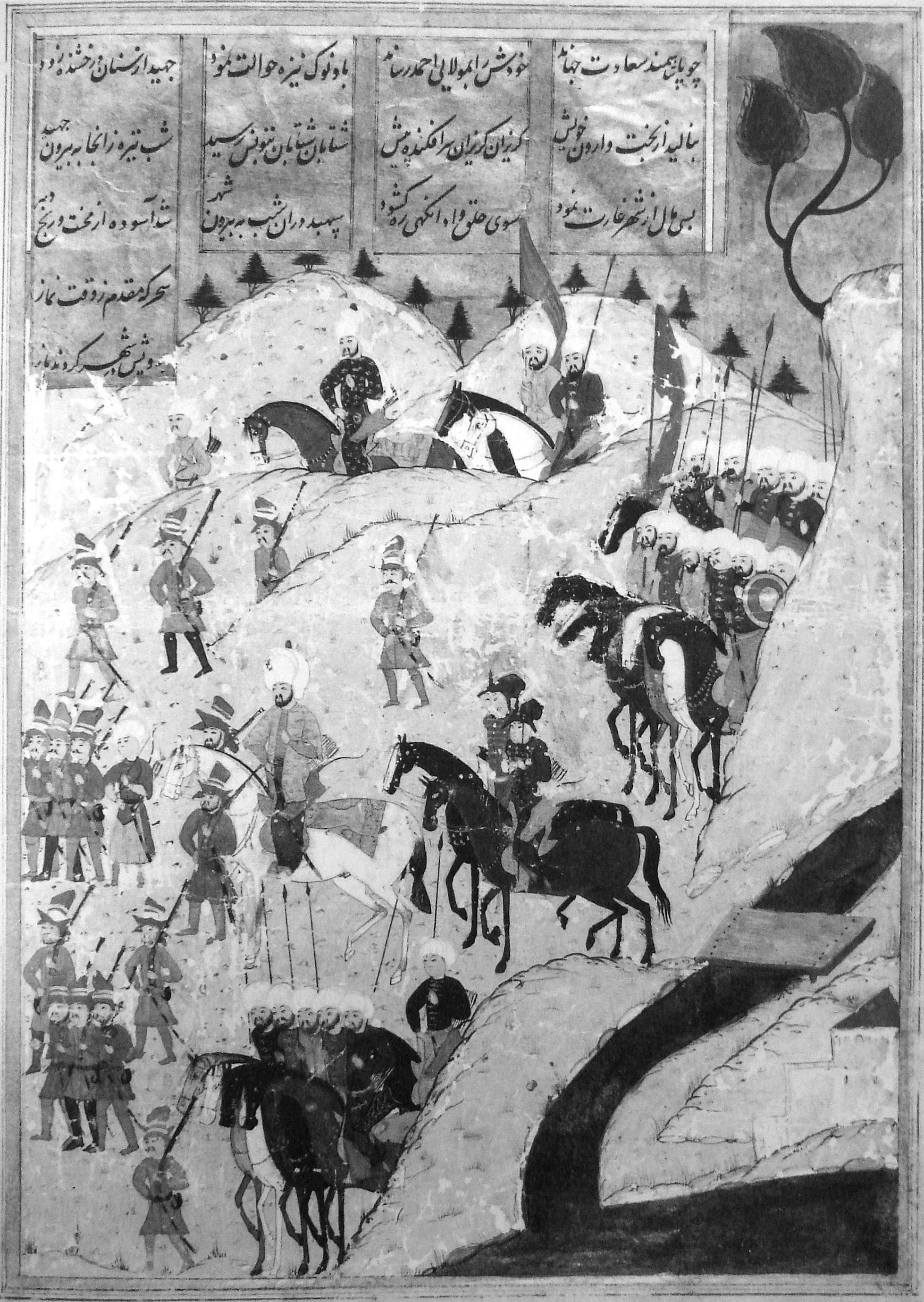
Tropas otomanas marchando sobre Tunis em 1569

Tunis tinha sido conquistada em 1534 ao Reino Haféssida por otomanos liderados por Barba Ruiva. No ano seguinte Carlos V empreendeu uma reconquista cristã, ficando o Reino Haféssida como estado vassalo de Espanha. O almirante turco Ali Paxá recapturou Tunis em 1569, mas em 1571 dada a vitória cristã na Batalha de Lepanto, João de Áustria reconquistaria Tunis em 1573.

## Conquista de Tunis
Em 1574, Guilherme I, Príncipe de Orange, e Carlos IX de França, procuram o apoio do Sultão Turco Selim II para abrir uma frente contra Filipe II de Espanha. Selim II manifestou o seu apoio colocando Mouriscos de Espanha em contacto com piratas de Alger. Selim mandou ainda uma grande frota a Tunis no Outono de 1574, conseguindo assim reduzir a pressão do espanhóis na Holanda.
Na batalha, Selim II usou uma frota com perto de 300 galeões e 75 000 homens. A esquadra otomana foi comandada por Sinane Paxá e Uluje Ali. e combinava tropas enviadas pelos governadores de Algiers, Tripoli e Tunis, numa força combinada de aproximadamente 100 000 homens. Este exército atacou Tunis em La Goleta, defendida por 7 000 men, acabando por cair em 24 de Agosto de 1574.
João de Áustria tentou aliviar o cerco, enviando galeões de Nápoles e da Sicília mas falhou no intento, devido a tempestades. A coroa espanhola estando mais focada na guerra holandesa, deixou cair Tunis.

### Participação de Mulei Moluco
Mulei Moluco sultão marroquino que defrontou D. Sebastião na Batalha de Alcácer Quibir participou nesta conquista, apoiando o lado otomano.

### Participação de Cervantes
Cervantes participou nestes acontecimentos como soldado, e estava nas tropas de João de Áustria que tentaram ajudar os sitiados. Afirma que os otomanos lideraram 22 assaltos contra o forte de Tunis, perdendo 25 000 homens, e apenas 300 cristãos sobreviveram.

## Consequências
A batalha decidiu a futura presença turca em Tunis, pondo um fim ao Reino Haféssida e à presença espanhola em Tunis.
A coroa espanhola entrou em falência em 1 de Setembro de 1575. Este sucesso dos turcos permitiu ainda reduzir a pressão espanhola nos Países Baixos, levando depois a negociações na Conferência de Breda.
Os otomanos, depois da morte de Carlos IX em Maio de 1574, e de terem estabelecido um Consulado em Antuérpia (De Griekse Natie).
Depois da Batalha de Alcácer Quibir (4 de Agosto de 1578) os turcos estabeleceram paz com Espanha e focaram-se na Pérsia na guerra com os Safávidas (1578–1590), tendo Lala Mustafá Paxá iniciado a invasão da Geórgia, três dias depois, em 7 de Agosto de 1578.